# Tádž Mahal
Tádž Mahal (anglicky: Taj Mahal, hindsky: ताज महल, persky: تاج محل a IPA ['ta:dʒ mə'ha:l]) je monumentální pomník a hrobka v Ágře ve státě Uttarpradéš v Indii. Byl postavený v letech 1631 až 1648. Nechal ho vystavět indický mogul Šáhdžahán na památku své předčasně zesnulé ženy Mumtáz Mahal. Od roku 1983 je Tádž Mahal zanesen na Seznam světového dědictví UNESCO. Stavba je nejtypičtějším příkladem mughalské architektury.
Pro mnoho lidí se Tádž Mahal stal symbolem Indie. Ročně jej navštíví zhruba 10 milionů návštěvníků. Pro svoji architektonickou výjimečnost se tato 73 metrů vysoká stavba stala v roce 2007 jedním z vítězů ankety Nových sedm divů světa.

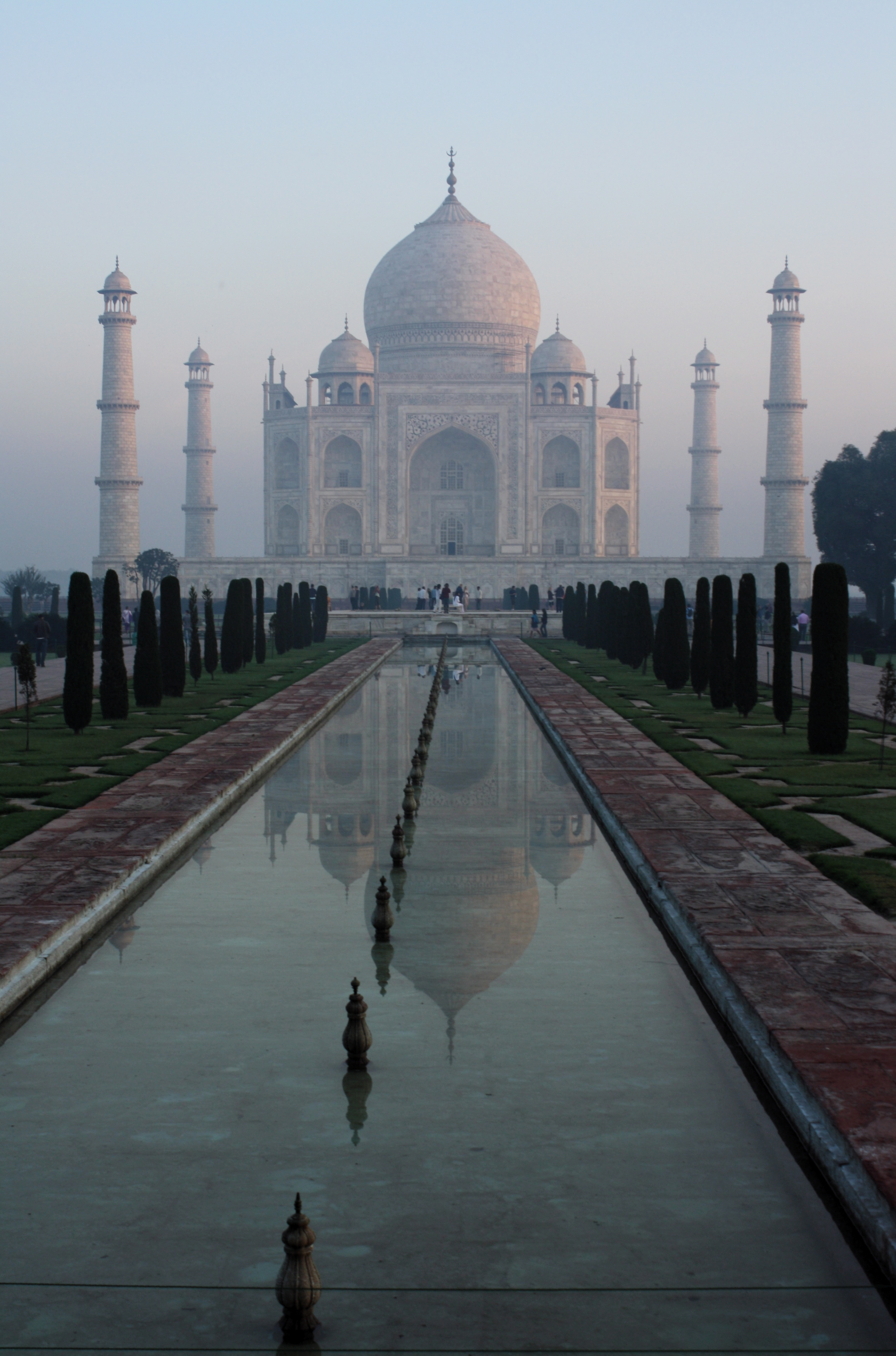
Ranní pohled.

## Mumtáz Mahal
Islámský mughalský vladař Šáhdžahán (vládl v letech 1628 – 1658) měl ženu Ardžumand Banu Baygam, které se říkalo Mumtáz Mahal (perla paláce). Mocný Mughal byl ještě princem, když se v roce 1612 oženil s půvabnou patnáctiletou dcerou vysokého úředníka Ásafa Chána. Mumtáz se stala jeho hlavní manželkou: Při oficiálních příležitostech sedávala po jeho boku, doprovázela ho na dobyvačných výpravách a probírala s ním státní záležitosti. Narodilo se jim osm synů a šest dcer, avšak v roce 1629 při porodu posledního dítěte Mumtáz ve věku 36 let zemřela. Po její smrti vyhlásil vdovec dvouletý státní smutek, během kterého bylo zakázáno slavit, poslouchat hudbu, nosit šperky a používat parfémy. Učinil také slib, že postaví pomník hodný její památky, něco, čemu by se nevyrovnalo nic na světě: mauzoleum Tádž Mahal (korunu paláce). Mughal si nechal povolat architekty, inženýry, sochaře a kaligrafy z Persie, Turecka, Samarkandu, Benátek i Francie. Vedoucím architektem byl Ustad Ahmad Lahouri (Ustad Isa) z Íránu, který stavbu navrhl tak, aby symbolizovala krásu a věčnou lásku.

## Stavba Tádž Mahalu
Budova stojí v zahradách a vchází se do ní velkou vstupní bránou. Brána symbolizuje vstup do ráje. Převyšují ji pavilóny završené kupolemi a původně měla vrata ze stříbra, dodatečně pobitá stovkami stříbrných hřebíků. Od vstupních dveří se schází dolů do malé krypty se skutečnými hroby; nahoře stojí pouze kenotafy – symbolické sarkofágy. Na reliéfech ochozu kolem horní krypty lze spatřit opět květy – zde výlučné bílé květy smrti. Denní světlo prosakuje mřížovím čtyř oblouků klenoucích se nad sarkofágy. Kenotafy jsou orámovány osmibokým hrazením z bílého mramoru s filigránovými květinovými motivy. V samém středu se nachází malý sarkofág Mumtáz Mahal a hned vedle větší kenotaf Šáhdžahána, ozdobený malou soškou, symbolem muže. Toto umístění jeho rakve sem vnáší moment neklidu, disonanci v jinak dokonalé harmonii mauzolea; znamení, že v minulosti došlo k něčemu tragickému. Původně si chtěl císař pro sebe postavit samostatné mauzoleum z černého mramoru, ale když jej jeho syn Aurangzéb sesadil z trůnu, byla stavba teprve v přípravách. Šáhdžahán pak strávil zbytek života v domácím vězení v Červené pevnosti, kterou nechal rovněž postavit, a z níž měl dobrý výhledem na Tádž Mahal. Po smrti byl pohřben vedle své manželky v Tádž Mahalu. Harmonii stavby dotváří také její odraz na nehybné hladině uměle vytvořeného kanálu.
Tádž Mahal stavělo 22 let (1632 – 27. září 1654) asi 20 000 dělníků a 1000 slonů. Je postaven z mramoru, který byl na stavbu dopravován z 300 km vzdáleného lomu. Celý povrch je zdoben polodrahokamy a drahokamy (jadeit, lapis lazuli a tyrkys) a kaligrafická výzdoba je provedena černým mramorem. Celý komplex zaujímá plochu 567 x 305 metrů (cca 17,5 ha) a samotné mauzoleum stojí na čtvercovém podstavci, jehož rohy zdobí čtyři čtyřicetimetrové minarety. Zajímavostí je, že minarety jsou mírně nakloněné směrem od hlavní budovy, aby ji při případném zemětřesení nepoškodily. Hlavní budova má čtvercový půdorys (o straně 56,7 metrů), v rozích je zešikmená, měří 72 metrů a návštěvníky ohromuje svými obrovskými rozměry. Uvnitř gigantického základního klenutí je mramorová klenba vybroušena do kosočtverců a súry z koránu, napsané černým stylizovaným kaligrafickým arabským písmem, se vinou kolem vstupních dveří jako obrovský rébus. Tato stavba se vyznačuje nepřeberným bohatstvím vlysů a kazet s reliéfy a inkrustacemi z drahých kamenů (tato technika se nazývá pietra dura a pochází z Itálie) – k jejich zhotovení bylo použito kolem 60 druhů polodrahokamů. Stejné květinové motivy se mnohokrát opakují s geometrickou přesností. V reliéfech z bílého mramoru převládá kosatec, oddenková rostlina typická pro hřbitovy, jež roste jen ve stínu a nesnáší indický žár.
Hrobku obklopují rozlehlé zahrady, které ztělesňují islámskou představu o ráji. Umělé vodními kanály symbolizují čtyři řeky ráje zmíněné v Koránu. Zároveň slouží jako chlazení budovy. 
Oblíbená legenda tvrdí, že Šáhdžahán nařídil po dokončení stavby popravit nebo zmrzačit hlavní řemeslníky a architekty, aby již nikdy nemohli postavit něco tak krásného. Historici  však odmítají, že by se to opravdu stalo.
- Výška vnitřní kupole: 24,74 metrů

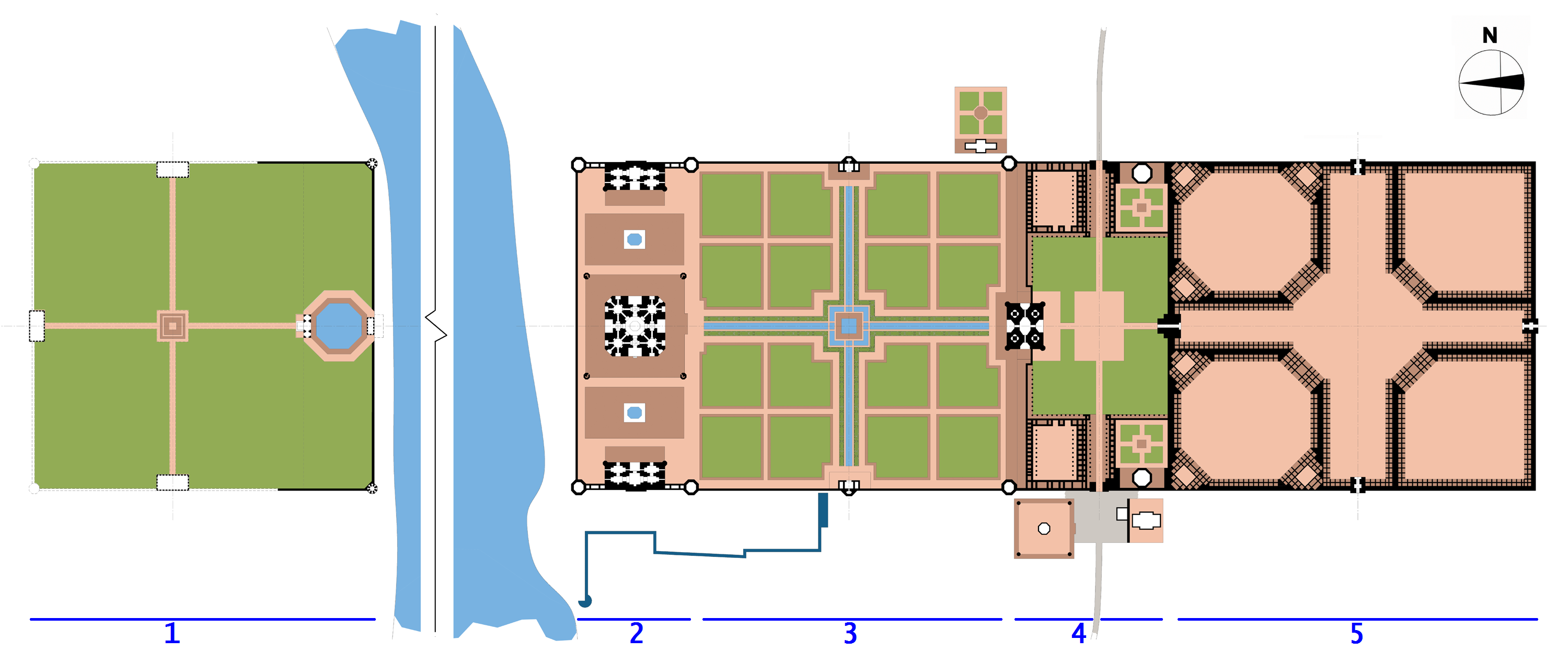
Plán mauzolea.

- Průměr vnitřní kupole: 17,72 metrů
- Výška zahradní brány: 23,07 metrů
- Počet pracovních sil: 20 000

## Stav dnes
Tádž Mahal získává kvůli znečištění ovzduší nepěknou nažloutlou barvu. Pro vrácení původního bílého třpytu navrhla indická parlamentní komise pro dopravu, turistiku a kulturu obalit načas celou stavbu bahnem, které se nechá uschnout a poté se spláchne. Jak bahno usychá, vstřebává do sebe nahromaděnou nečistotu. Procedura se musí opakovat každé dva nebo tři roky. Tato metoda byla použita k vyčištění mramoru mauzolea již dříve.
Když je mramor v ideálním stavu, mění barevný nádech podle denního světla – ráno je růžový, v poledne bílý a při západu slunce zlatý.
Dne 7. července 2007 byl Tádž Mahal zařazen mezi nových sedm divů světa.